# Walter III. (Vexin)
Walter III. von Vexin (franz.: Gautier; * um 1031; † August 1063) war seit 1035 Graf von Vexin, Amiens und Mantes und seit 1062 Graf von Maine. Er war der Sohn des Grafen Drogo und dessen Ehefrau Goda (Godjifu), einer Schwester des englischen Königs Eduard dem Bekenner. Walters jüngerer Bruder war Ralph the Timid.
Walters Besitzungen lagen im Grenzraum zwischen der Normandie und der königlichen Domäne. Da er vom Normannenherzog Wilhelm II. dem Bastard bedrängt wurde, lehnte sich Walter eng an König Philipp I. an. Im Jahr 1062 starb mit Graf Herbert II. das gräfliche Haus von Maine im Mannesstamm aus. Vor seinem Tod hatte er Herzog Wilhelm als Lehnsherren über seine Grafschaft anerkannt, weshalb diese nun unter dessen Herrschaft zu fallen drohte.
Die Burgherren des Maine waren aber nicht gewillt, sich den Normannen zu unterwerfen, und ernannten deshalb, mit der Unterstützung des Grafen Gottfried III. von Anjou, Walter zu ihrem Grafen. Als Folge seiner Ehe mit Biota, einer Tochter des Grafen Herbert I., hatte er einen Anspruch auf das Maine. Herzog Wilhelm von der Normandie setzte sich allerdings für die Rechte seines Sohnes Robert Kurzhose ein, der wiederum mit einer Schwester des Grafen Herbert II. verlobt war. Walter und seine Anhänger waren dem Ansturm Wilhelms nicht gewachsen, der eine Burg nach der anderen eroberte. Als die Normannen schließlich Le Mans eingenommen hatten, gerieten Walter und seine Frau in deren Gefangenschaft.
Sie wurden nach Falaise gebracht, wo beide im August 1063 starben. Der anglo-normannische Chronist Ordericus Vitalis berichtete von dem umgehenden Gerücht, wonach Walter und seine Frau nach einer teuflischen Intrige ihrer Feinde vergiftet worden seien. Herzog Wilhelm konnte dadurch Maine an sich bringen und einen potentiellen Konkurrenten um den englischen Königsthron beseitigen.
In Vexin und Amiens wurde Walter von seinem Cousin Graf Rudolf von Valois beerbt, Mantes fiel an die Krone.

## Anmerkung
1. ↑  Ordericus Vitalis, Vol. II, Buch III, p. 119

| Vorgänger   | Amt                                 | Nachfolger              |
| ----------- | ----------------------------------- | ----------------------- |
| Drogo       | Graf von Vexin und Amiens 1035–1063 | Rudolf IV.              |
| Drogo       | Graf von Mantes 1035–1063           | französische Krondomäne |
| Herbert II. | Graf von Maine 1062–1063            | Robert Kurzhose         |

| Personendaten    | Personendaten                            |
| ---------------- | ---------------------------------------- |
| NAME             | Walter III.                              |
| ALTERNATIVNAMEN  | Gautier III (französisch)                |
| KURZBESCHREIBUNG | Graf von Vexin, Amiens, Mantes und Maine |
| GEBURTSDATUM     | um 1031                                  |
| STERBEDATUM      | August 1063                              |